# Skyros
Skyros (řecky Σκύρος) je řecký ostrov v Egejském moři. Ostrov je kopcovitý, typickým stromem jsou pinie. Na jeho pobřeží se nachází řada písečných pláží, pro svoji izolovanost však není zahraničními rekreanty příliš vyhledávaný. Největším sídlem je Skyros, zvaná také Chora. Řecké vojenské letectvo udržuje na ostrově strategicky položeném na jižním konci souostroví Severní Sporady základnu, letiště je využíváno i turisty. Na ostrově žije endemická rasa poníků.

## Obyvatelstvo
V obci, obecní jednotce resp. v komunitě žilo v roce 2011 2994 obyvatel. Celkem je v obci 19 sídel, z nichž 15 je na hlavním ostrově Skyros a čtyři v roce 2011 bez stálých obyvatel jsou na ostrůvcích Skyropoúla, Sakarino, Exo Podies a Mesa Podia. Sídla na ostrově Skyros s uvedením počtu obyvatel v závorce jsou Skyros (1657), Molos (618), Trachi (196), Linaria (116), Aspous (107), Acherounes (65), Achilli (53), Kaslamitsa (43), Kalikri (43), Nifi (31), Loutro (28), Peykos (24), Atsitsa (13), Kira Panagia (0), Mela (0).

## Historie
Ostrov byl osídlen od nepaměti, v lokalitě Palamari se našly nádoby pelasgického původu. Podle legendy se na Skyru skrýval Achilles, aby nemusel do Trojské války, narodil se tu také jeho syn Neoptolemos. V klasických dobách patřil ostrov Athéňanům, později ho ovládaly Římská říše, Byzantská říše, Benátská republika a Osmanská říše, od roku 1821 je součástí Řecka. Na ostrově je pohřben anglický básník Rupert Brooke, který zemřel ve zdejším přístavu v roce 1915.

## Reference

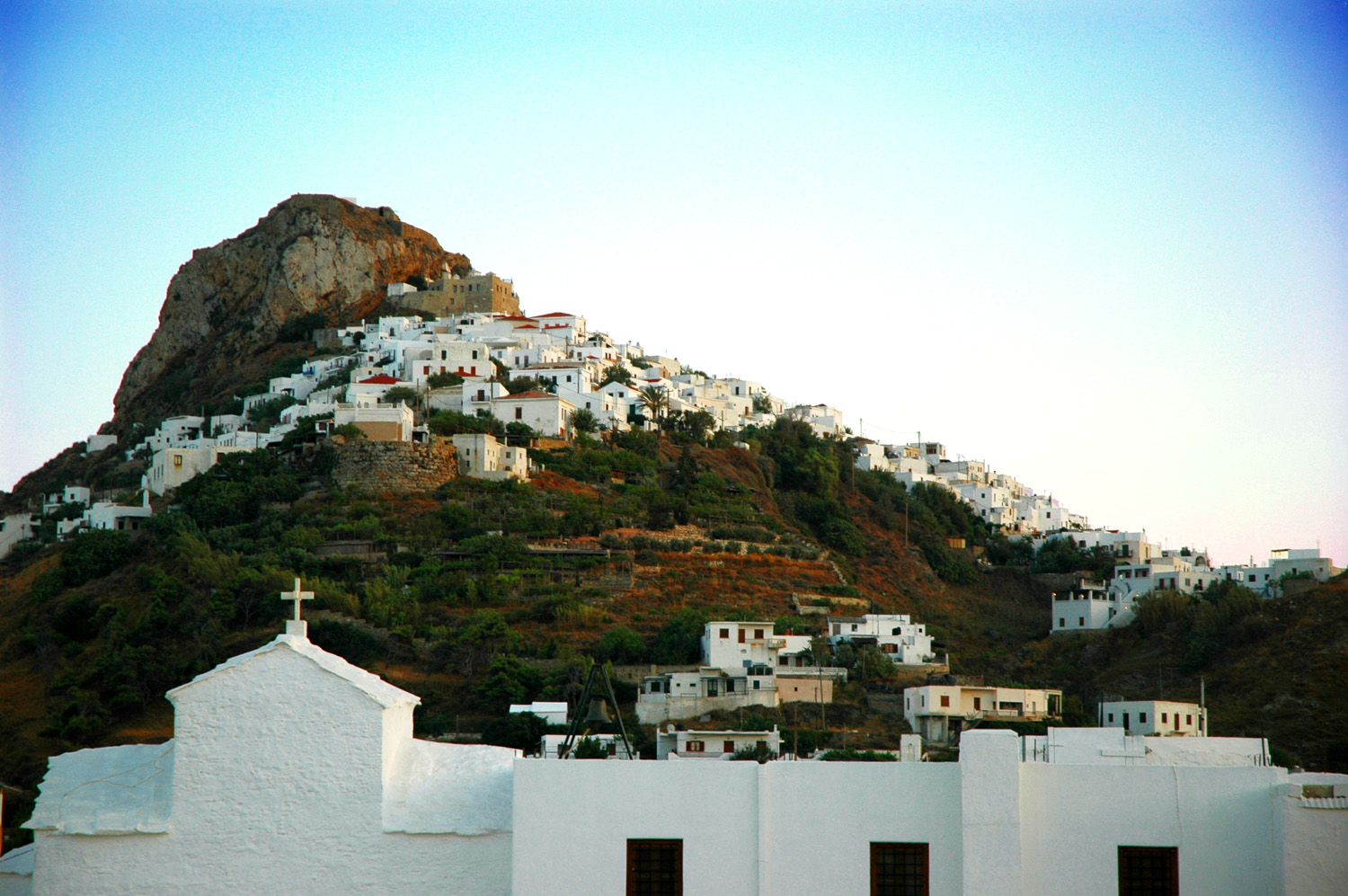
Pohled na město Skyros